# جنون سرعت ۲
جنون سرعت ۲ (به انگلیسی: Need for Speed II) یک بازی ویدئویی در سبک مسابقه‌ای است که توسط شرکت الکترونیک آرتس برای پلی‌استیشن و مایکروسافت ویندوز منتشر شده‌است. این بازی در تاریخ ۳۱ مارس ۱۹۹۷ عرضه شده و سازنده آن الکترونیک آرتس کانادا است. این بازی دومین قسمت از مجموعه بازی‌های جنون سرعت و دنبالهٔ نسخه اول (۱۹۹۴) به‌شمار می‌رود.

## بازتاب‌ها
| گردآورنده  | امتیاز |
| ---------- | ------ |
| گیم‌رنکینگز | ۶۸.۲۵٪ |
| متاکریتیک  | ۷۱/۱۰۰ |

| ناشر     | امتیاز |
| -------- | ------ |
| گیم‌اسپات | ۷/۱۰   |
| آی‌جی‌ان   | ۶/۱۰   |
| ام! گیمز | 72/100 |